# Будинок Полтавського віце-губернатора
Будинок Полтавського віце-губернатора — пам'ятка історії та архітектури у Полтаві, що розташовується у північному секторі Круглої площі на вулиці Соборності, 40.
Збудований у 1808–1811 роках у стилі класицизму за типовим проектом архітектора Адріяна Захарова, який був доопрацьований губернським архітектором Михайлом Амвросимовим. Комплекс складався з будинку і двох Г-подібних одноповерхових флігелів обабіч, сполучених огорожею. Крім служб віце-губернатора, тут розміщалася губернська креслярня. У другій половині XIX століття, коли споруди було передано Полтавському кадетському корпусу, флігелі і служби розібрали. Центральний будинок — мурований, триповерховий, прямокутний у плані. Єдиний серед споруд ансамблю Круглої площі, що не має колонного портика на головному фасаді.
Будинок згорів у 1943 році. Відбудований у 1956 році за проектом архітектора М. Набойченка з пристосуванням під житловий будинок.